# 白井市立白井第二小学校平塚分校
白井市立白井第二小学校平塚分校（しろいしりつ しろいだいにしょうがっこうひらつかぶんこう）は、千葉県白井市平塚にあった公立小学校の分校。

## 概要
2003年（平成15年）に平塚分校を本校の白井第二小学校に統合し、廃校。

## 沿革
- 1873年（明治6年）3月10日 - 平塚学校開設[2]。
- 1885年（明治18年）5月 - 平塚学校は中村小学校の分校となる[2]。
- 1887年（明治20年）
  - 3月 - 村小学校の廃校により、平塚尋常小学校となる[2]。
  - 9月15日 - 平塚尋常小学校は、浦部尋常小学校平塚分校となる。和泉尋常小学校は、浦部尋常小学校和泉分校となる[2]。
- 1893年（明治26年）5月18日 - 平塚分校が独立して平塚尋常小学校となる[2]。
- 1908年（明治41年）2月8日 - 浦部、平塚、和泉の3小学校と永治高等小学校を廃し、永治尋常高等小学校を開校。平塚に分校を置く[2]。
- 1941年（昭和16年）4月1日 - 永治村国民学校と改称[2]。
- 1947年（昭和22年）4月1日 - 永治村立永治小学校と改称。高等科は新制中学校に編入[2]。
- 1954年（昭和29年）12月1日 - 町村合併により印西町立永治小学校と改称。平塚分校、谷清分校の2分校は白井村に編入[2][1]。平塚分校は白井町立白井第二小学校平塚分校になる。
- 2003年（平成15年）平塚分校を本校の白井第二小学校に統合する[1]。